# Finn-Stenbittjärnsbäcken
Finn-Stenbittjärnsbäcken är ett naturreservat i Kramfors kommun i Västernorrlands län.
Området är naturskyddat sedan 1995 och är 11 hektar stort. Reservatet omfattar en 700 meter lång bäckravin samt en bergssluttning norr om bäcken och består av gammal granskog med inslag av lövträd.